# Portobuffolé
Portobuffolé (pronúnicia em italiano: ˌpɔrtobuffoˈle) ou Portobuffolè ([ˌpɔrtobuffoˈlɛ]) é uma comuna italiana da região do Vêneto, província de Treviso, com 763 habitantes, de acordo com o censo de 2014. Estende-se por uma área de 5 km², tendo uma densidade populacional de 152,6 hab/km². Faz fronteira com Brugnera (PN), Gaiarine, Mansuè, Prata di Pordenone (PN).
Pertence à rede das Aldeias mais bonitas de Itália.

## Demografia
| Variação demográfica do município entre 1861 e 2011                               |
|                                                                                   |
| Fonte: Istituto Nazionale di Statistica (ISTAT) - Elaboração gráfica da Wikipedia |